# Gastón Poncet
Gastón Poncet Otero (Cardona, 31 luglio 1991) è un calciatore uruguaiano, attaccante del Cerrito.